# Anca Polocoșer
Anca Polocoșer (født 1. maj 1997) er en kvindelig rumænsk håndboldspiller, som spiller for CS Minaur Baia Mare og Rumæniens kvindehåndboldlandshold.
Hun deltog ved EM 2018 i Frankrig, EM 2020 i Danmark og VM 2019 i Japan.